# 馬克西米努斯·戴亞

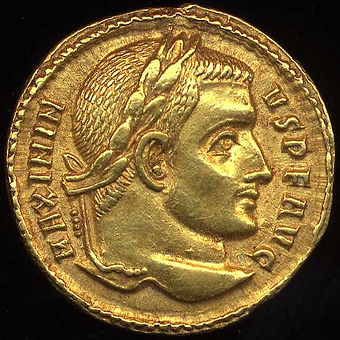
馬克西米努斯的錢幣

盖乌斯·瓦列里乌斯·伽列里乌斯·马克西米努斯（Gaius Valerius Galerius Maximinus，270年11月20日—313年），原名戴亞（Daia），是罗马帝国东部皇帝伽列里乌斯的外甥、养子，後自立罗马帝国东部皇帝，也是最后一位被视为埃及法老的罗马皇帝，305年至313年在位。因敗於李锡尼，流亡而卒。

## 簡介
馬克西米努斯出生在罗马伊利里亚（Illyria）地区，母亲为东部奥古斯都伽列里乌斯的同父姐妹，家住在罗马达契亚行省菲利克斯-罗穆里亚纳附近。305年，他成为伽列里乌斯的养子，并被其任命为凯撒，统治叙利亚和埃及。308年李锡尼獲伽列里乌斯升任为羅馬西部名義上的奥古斯都后，馬克西米努斯与西部的君士坦丁一世併称为奥古斯都之子（Filii Augustorum）。310年之后，儘管伽列里乌斯還在位，馬克西米努斯可能在与萨珊王朝的战争中开始自称羅馬東部的奥古斯都。
311年伽列里乌斯死后，馬克西米努斯和李锡尼瓜分了罗马帝国东部。当李锡尼和君士坦丁一世结盟之后，馬克西米努斯便与西部皇位竞争者马克森提乌斯结盟。313年，馬克西米努斯和李锡尼正式决裂，但是在特兹拉卢姆（Tzirallum）战败，不久在逃亡中死去，時人認為死因可能是毒殺或憂憤成疾，甚至有天譴之說。